# American Journal of Psychology
American Journal of Psychology es una revista dedicada principalmente a la psicología experimental.  Es de las primeras revistas sobre psicología experimental publicada en lengua inglesa (la revista Mind fundada en 1876 ya había publicado antes algún artículo sobre psicología experimental). Fue fundada en 1887 por Granville Stanley Hall, psicólogo de la Universidad Johns Hopkins.  Esta revista trimestral ha distribuido diversos artículos innovadores en psicología. American Journal of Psychology investiga sobre la ciencia del comportamiento y la psicología cognitiva, divulgando informes de investigación originales basados en psicología experimental, presentaciones teóricas, combinación de análisis teóricos y experimentales, comentarios históricos, yrevisiones bibliográficas detalladas.

## Resúmenes e indexación
La revista dispone de listado de resúmenes e indexados en ASAP Académico, JSTOR, BIOSIS, y Scopus.

## Métricas de revista
2023
- Web of Science Group :1.085
- Índice h de Google Scholar: 47
- Scopus: 0,697